# چتر نجات

چتربازان نیروی هوایی بنگلادش.

چتر نجات چتری است که در هوانوردی برای کاستن از سرعت سقوط و فرود استفاده می‌شود.
چتر نجات هواپیماها را چنان می‌سازند که بر مقاومت هوا پیروز شوند و به تندی در آن حرکت کنند. چتر نجات خاصیتی درست بر عکس هواپیما دارد، یعنی چنان ساخته شده‌است که در هوا به کندی حرکت کند. چترها بیشتر از نایلون و بعضاً از پارچه ساخته می‌شوند. چترها باید سرعت سقوط عمودی اجسام را دست‌کم ۷۵٪ بکاهند.
بار چترها می‌تواند یک نفر، دو نفر، غذا، تجهیزات، موشک سوخت جامد تقویت‌کننده شاتل فضایی برای کاربری دوباره، کپسول فضایی و بمب باشد.
چترهای نجات که با ایجاد پسار در محیط تروپوسفر (وَردسپهر) باعث کاستن سرعت حرکت اجسام می‌شوند.

## جزئیات
چتر نجات شبیه چتر بزرگی است. قطر آن معمولاً حدود ۷ متر است. چنان پهن گسترده می‌شود که نمی‌تواند به آسانی هوا را از سر راه خود دور کند. هوا، به اصطلاح دانشمندان، در مقابل حرکت مقاومت فراوان نشان می‌دهد.
چتر نجات، تا وقتی که هوانورد در هواپیماست تا شده به وسیله بندهایی به لباس او بسته‌است. ولی چنان است که به آسانی باز می‌شود. بعضی از چترهای نجات به شکل خودکار باز می‌شوند. ولی در بیشتر آنها خود چترباز باید چتر را بگشاید. هنگامی که از هواپیما بیرون می‌جهد صبر می‌کند تا از کنار هواپیما به اندازه کافی دور شود. آنگاه ریسمان کوچکی را که بسته به چتر است می‌کشد و چترباز می‌شود.
بر بالای چتر نجات سوراخ کوچکی است که مقداری از هوای حبس شده در زیر آن از همین سوراخ خارج می‌شود. این سوراخ پایین آمدن چتر را یک‌نواخت و مداوم می‌کند و از خطر واژگون شدن آن می‌کاهد. چتر نجات را باید از پارچه‌های نازک ولی بسیار محکم
مانند پارچه‌های ابریشمی یا نایلونی بسازند. در جنگ جهانی دوم تقریباً هیچ پارچه نایلونی برای لباس وجود نداشت، چون قسمت عمده نایلون‌ها را برای ساختن چترهای نجات به‌کار می‌برند.

## کاربردها
چتر نجات بیشتر در هوانوردی مورد استفاده قرار می‌گیرد و خلبان هواپیمایی که خود را در خطر می‌بیند از هواپیما بیرون می‌پرد و با چتر نجات سالم بر زمین فرود می‌آید. در جنگ، سربازان با چتر نجات به آسانی در جاهایی فرود می‌آیند که از راه خشکی یا دریا به آن دسترسی ندارند. سربازانی که برای فرود آمدن با چتر نجات تعلیم دیده‌اند، چترباز نامیده می‌شوند.
چتر نجات، چه در جنگ و چه در صلح، برای رساندن خوراک و پوشاک به مردمی که از جهتی دور افتاده و محصور مانده‌اند بسیار سودمند است. به همین وسیله به کسانی که در جنگل‌ها با آتش‌سوزی مبارزه می‌کنند مدد می‌رسانند.
اسباب‌های اندازه‌گیری علمی را که به وسیله بالون به قسمت‌های بالای هوا فرستاده شده‌است، با چتر نجات پایین می‌آورند.
در هواپیماهای جت، برای کم کردن سرعت در هنگام نشستن هواپیما بر زمین، گاهی از چتر نجات به عنوان ترمز استفاده می‌کنند. البته هوانورد، در آن هنگام که در هواپیما نشسته‌است، نمی‌تواند چتر نجات بازشده را همراه داشته باشد.